# برج فيروز أباد
برج فيروز أباد هو أحد الابينة التاريخية و يقع في مقاطعة بردسكن في محافظة خراسان الرضوية علي بعد 17 كلم عن مدينة بردسكن في قسم شهرأباد بقرب قرية فيروز أباد في إيران. تؤيد دراسات علم الأثار وجود الحياة حول هذا البرج من صدر الإسلام لنهايات العقد السابع الهجري. هذا البرج بشكله الاستواني و ارتفاعه الـ18 متر يعتبر نموذج من الطراز المعماري الرازي.
تم تسجيل برج فيروزأباد بتاريخ 15 دي 1310 الهجرية الشمسية كأحد المواقع الأثرية الإيرانية.